# Markhamov tjesnac
Markhamov tjesnac ( rus. пролив Маркама) je tjesnac u istočnom dijelu otočja Zemlje Franje Josefa u Arkhangelskoj oblasti, Rusija. Prvi put ga je prijavila i imenovala 1874. austrougarska ekspedicija Sjevernog pola . Ime je u znak sjećanja na časnika britanske kraljevske mornarice Alberta Hastingsa Markhama (1841.–1918.).
Markhamov tjesnac odvaja sjevernu skupinu otoka od južne skupine otočja Zemlje Franje Josipa. Sa zapada tjesnac počinje u Britanskom kanalu, teče u smjeru jugoistoka i završava u Austrijskom tjesnacu.